# Yangbi
Yangbi (en chino, 漾濞; pinyin, Yàngbì) es un condado autónomo bajo la administración directa de la prefectura autónoma de Dali. Se ubica al norte de la provincia de Yunnan, sur de la República Popular China. Su área es de 1874 km² y su población total para 2020 fue de más de 90 mil habitantes.

## Toponimia
Yangbi lleva el nombre del río Yangbi que baña su territorio; en la antigüedad este río fue escrito en chino como Yangbei (样备), que a su vez es la transliteración de "Tiebei" en idioma Yi y significa "salir a trabajar".
Como las otras regiones autónomas, se caracteriza por estar asociada a un grupo étnico minoritario, en este caso, los Yi . La región recibió la condición de "autónomo" cuando se estableció el "condado autónomo yi de Yangbi" el 11 de junio de 1985.

## Administración
El condado Yangbi se divide en 9 pueblos que se administran en 4 poblados y 5 villas. 